# Vladimir Štolfa
Vladimir Štolfa slovenski pomorski častnik, kapitan dolge plovbe, * 14. december 1904, Divača, † 12. december 1956, Piran.
Leta 1929 je končal pomorsko akademijo v Kotorju. Plul je na mnogih jugoslovanskih trgovskih ladjah. Po 2. svetovni vojni je bil luški kapitan v Pulju (1946) in Piranu (1947), tu je bil v letih 1947-1951 in 1953/1954 tudi profesor na pomorski šoli. Bil je med ustanovitelji prvih podjetij slovenske trgovske mornarice: Agmarit, Val, Slovenija-linije, direktor Agmarita (1951-1954) in prvi kapitan ladje Gorenjska, ene izmed prvih treh ladij Splošne plovbe Piran.